# یاماناشی ۵۴۷۳
سیارک ۵۴۷۳ (به انگلیسی: 5473 Yamanashi، نامگذاری:1988VR) پنج هزار و چهارصد و هفتاد و سومین سیارک کشف شده‌است که در ۵ نوامبر ۱۹۸۸ کشف شد.
قدر مطلق سیارک برابر ۱۳٫۳۰ است.